# Carl Fredrik Hill

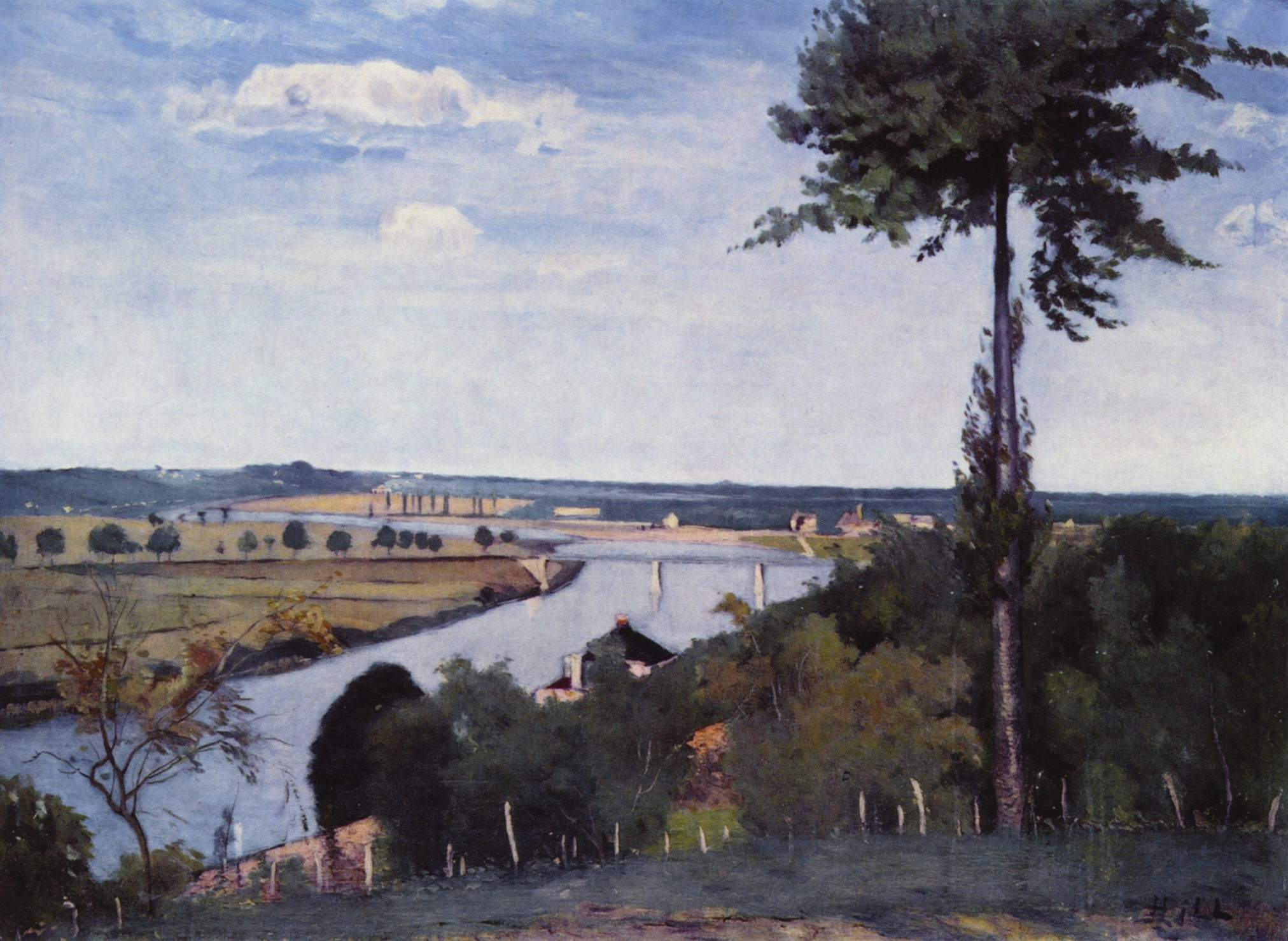
A Szajna látképe Bois le Roinál (1877)

Carl Fredrik Hill (Lund, 1849. május 31. – Lund, 1911. február 22.) svéd festő, grafikus. A 19. századi skandináv, ezen belül svéd tájképfestészet egyik legjelesebb alakja.

## Élete
A dél-svédországi egyetemi városban, Lundban született, a svéd matematikus, Carl Johan Danielsson Hill gyermekeként. A szülők kezdeti ellenállását megtörve 1870-ben beiratkozhatott a stockholmi művészeti akadémiára, de tanulmányait – időpocsékolásnak érezve – végül három év elteltével félbeszakította. 1873-ban Franciaországba utazott, ahol 1875-ben kapcsolatba került a barbizoni iskola számos alakjával. Lázas munkába kezdett, a Párizs környéki és normandiai falvakat járva festett, s az önmagának diktált iramot fizikailag és mentálisan egyaránt megsínylette: 1878 januárjában üldözési mánia, hallucinációk és egyéb pszichózisok gyanújával befeküdt a passyi elmegyógyintézetbe. Két évig ápolták az intézményben, majd miután elhagyhatta Franciaországot, Dániába költözött.
Elmebetegsége azonban mindinkább elhatalmasodott rajta, s 1883-ban úgy döntött, hogy visszaköltözik szülővárosába, Lundba. Hátralévő életét visszavonultan, édesanyja és nővére gondjaira bízva élte le.

## Életműve

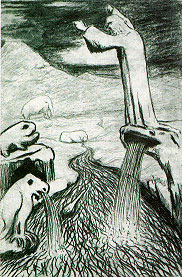
Hill egyik kései grafikája: A próféta

Hill realista festőnek indult, s akadémiai évei alatt nagy érdeklődést mutatott Alfred Wahlberg művészete, valamint a francia plein air festészet iránt. Franciaországi tartózkodása során személyesen is megismerkedett azokkal a barbizoni festőkkel, akik munkássága nagy hatást gyakorolt Hill festészetére is: Camille Corot-val, Gustave Courbet-val, a magyarok közül Paál Lászlóval és Munkácsy Mihállyal. Az 1870-es évek derekáig festett tájképeit erős kontrasztok, sötét tónusok, a bitumen alkalmazása jellemzik (Este: Fontainebleau, 1875), de csakhamar művészete az impresszionizmushoz közeledett (Virágzó almafa, 1877), ecsetkezelése egyre szabadabb, könnyedebb lett.
Élete utolsó harminc esztendejében, a világtól visszavonultan több ezer rajzot készített, amelyek személyiségzavarban szenvedő szerzőjük sajátos képzeletvilágát tükrözik vissza.
Festői és grafikusi életműve csak halála után lett elismert, s bár festészetére is megbecsüléssel tekint az utókor, grafikái elevenebben hatottak a 20. század művészetére. Bomlott elmével, a külvilágtól elzártan készített illusztrációi nagy hatást gyakoroltak a svéd modernisták művészetére, s a mentálisan beteg, a külvilágtól elszigetelten élő Hillnek állít emléket Lars Norén Kung Mej och andra dikter (’Én király és más versek’, 1973) című verseskötete is.